# Шифрин, Залман Шмуилович
За́лман Шму́илович Шифри́н (13 июня 1910, Дрибин, Чаусский уезд, Могилёвская губерния, Российская империя — 15 февраля 1995, Нетания, Центральный округ, Израиль) — российский и израильский писатель, бухгалтер, мемуарист. Отец Ефима Шифрина — артиста эстрады, актёра и режиссёра, юмориста, певца, телеведущего.

## Биография
Родился 13 июня 1910 года в посёлке Дрибин (Могилёвская губерния Российской империи) в еврейской семье.
В 1926—1927 годах обучался на курсах счетоводов-бухгалтеров в Орше. Временно работал счетоводом-бухгалтером на различных предприятиях.
В те же годы семья Залмана Шифрина разорилась в связи с запретом на кустарное производство .
В 1929 году семья переехала на крымский полуостров в город Джанкой. Залман Шифрин вспоминал:

В 1926 году началось массовое перемещение евреев — кустарей, лавочников и прочих „на обрабатываемую землю”. … В 1929 году несколько еврейских семей решили переселиться в Крым. Мы с отцом собрали их и организовали артель. В Орше в окружных отделах Комзета и ОЗЕТа („Общество землеустройства еврейских трудящихся”) оформили документы и в начале марта начали готовиться к поездке в Джанкой. Заказали у местных плотников кровати-раскладушки, закупили доски (в Крыму, поговаривали, с лесом было трудно), запаслись картофелем и другими продуктами и, собрав всё необходимое, тронулись в путь. Поехало нас семнадцать человек, из нашей семьи — только отец и я. В Крыму уже проживали наши родственники, выехавшие туда ранее. По прибытии в Джанкой нас разместили в доме ОЗЕТа — были такие постоялые дворы, с гостиницей и сараями для лошадей. …мы получили направление в Джанкойское переселенческое общество, где уже работали наши земляки. Сельхозартель так и называлась: „Найер Дрибин” („Новый Дрибин”). В посёлке он именовался „Участок 77” и занимал площадь всего в 500 гектаров — там обитали только дрибинцы…— Крейер, Н. Печальная рапсодия : Жизнь Залмана Шифрина / предисл. С. И. Берестень. — Мн.: 1993 год.
В Джанкое он работал в кредитном обществе бухгалтером.
В 1931 году поступил учиться в Витебский финансово-учётный техникум на промышленное отделение, работая одновременно бухгалтером на дрожжевом заводе. Учился отлично, но пошли анонимки, а затем и заявление, что он скрыл своё происхождение. С места жительства прислали справку, что когда-то его отец был «лишенцем» и был вынужден покинуть Витебск и вернуться в Оршу.
В 1933—1937 годах заочно учился в Московском всесоюзном институте финансово-экономических наук.
19 августа 1938 года арестован НКВД. Был приговорён к 10 годам лишения свободы с отбыванием наказания в исправительно-трудовом лагере.
В 1938—1939 годах отбывал заключение сначала в Унженском лагере, работая вначале вальщиком леса, раскряжовщиком, на погрузке дров, затем счетоводом.
В 1940 году отправлен по этапу в Магадан. Работал на прииске «Штурмовой» Северно-горного управления в забое на добыче золота. Получил отморожение и дистрофию и направлен в инвалидную зону под Магадан, где работал в бухгалтерии, на вещевом складе, в огородной бригаде.
В 1944 году был отправлен на прииск «Чкалово» Чай-Урьинского направления в посёлок Нексикан.
В 1947 году переведён в посёлок Адыгалах. Работал учётчиком, кладовщиком, в бухгалтерии.
В 1948 году был освобождён, однако получил постановление о пожизненной ссылке в район Дальстроя, там работал бухгалтером. В 1956 году, после развенчания культа личности Сталина, был реабилитирован.
В 1966 году переехал с семьёй в Юрмалу. Работал начальником финансового отдела фабрики «Аврора».
Написал воспоминания о лагерной жизни.
За два года до смерти, в 1993 году, репатриировался в Израиль.
Скончался в городе Нетания 15 февраля 1995 года на 85-м году жизни. Похоронен на кладбище в Нетании.

## Публикации
- «Тирания Сталина». — Рига: «Шамир», 2008[2].
- Жизнь-смерть-жизнь: (Из незабываемого страшного прошлого). — Лидумс, 1993[3].
- Воспоминания. Б/д. Рукопись, ксерокопия, 231 стр. — Воспоминания о детстве в еврейском местечке, о преследованиях автора как сына нэпмана, о жизни семьи в Крыму. Арест автора в 1938 году в Белоруссии, следствие, работа на лесоповале в Унжлаге, перевод на Колыму, работа на приисках, истощение, лечение. Освобождение и ссылка[4].

## В сети
- Смолякова, Ольга Его не сломали ни пытки, ни голод… К 110-летию со дня рождения Залмана Шифрина// https://www.9tv.co.il/item/14963